# 香粉传奇

《香粉传奇》由网络小说《谁的莲衣》改编而成，由西门刘菁改编，李大为执导，片长29集。并由陈晓东与蒋勤勤主演。2006年8月17日于央視八套上映。
该剧是继《金粉世家》、《红粉世家》两部后的又一部李大为导演的世家系列剧之一。
故事讲述明朝朱元璋年间，南京香粉店少主人林一若与莲衣真心相爱却屡屡受挫，最终有情人终成眷属。该剧通过林一若与孤女莲衣、与当朝公主金兰、与瓦剌公主铁笛以及与叛臣之女蓝心月之间错综的故事，以真情化解两代恩怨，以爱心铸造和平，阐发出追求正义与真爱的主题。

## 主要演员
- 陈晓东：林一若
- 蒋勤勤：莲衣
- 汤镇业：朱元璋
- 朱晓渔：王狄
- 米杨：龙轩/金兰公主
- 乐珈彤：蓝心月
- 黄梅莹：李惠儿
- 刘佳佳：白小酌

## 片中曲目
- 片头曲：《香粉》
  - 主唱：含笑
- 片尾曲：《月中天》
  - 主唱：殷馨梓
- 插曲：《莲花络》
- 插曲：《一夜飛渡》
  - 作曲、主唱：陳曉東
- 插曲：《思念》
  - 主唱：陳曉東
  - 作詞：林夕